# Myeongseong da Coreia
Myeongseong da Coreia (19 de outubro de 1851—8 de outubro de 1895), também conhecida como Rainha Min, foi a primeira esposa oficial do rei Gojong, o 26º governante da dinastia Joseon da Coreia. Em 1902, recebeu o nome póstumo de Hyoja Wonseong Jeonghwa Hapcheon Myeongseong Taehwanghu, frequentemente abreviado como Myeongseong Hwanghu ou Imperatriz Myeongseong.
Os japoneses consideravam-na um obstáculo contra sua expansão marítima. Esforços para retirá-la da arena política, orquestrados através de rebeliões não sucedidas lideradas pelo pai do Rei Gojong Heungseon Daewongun (um regente influente que trabalhava com os japoneses), levaram a Imperatriz a tomar uma posição ríspida contra a influência japonesa.
Após a vitória do Japão na Primeira Guerra Sino-Japonesa, a Rainha Min passou a defender laços mais fortes entre a Coreia e a Rússia em uma tentativa de bloquear a influência japonesa na Coreia, que era representada por Daewongun. Miura Gorō, o Ministro japonês para a Coreia naquela época e um general da reserva, apoiou a facção liderada por Daewongun, o qual ele considerava ser mais simpático aos interesses japoneses.
No começo da manhã de 8 de outubro de 1895, assassinos com espadas, supostamente sob ordens de Miura Goro, entraram no Palácio de Gyeongbok. Ao entrarem nos aposentos da Rainha (Pavilhão Okhoru), os assassinos "mataram três mulheres da corte suspeitas de serem a Imperatriz Myeongseong. Quando eles confirmaram que uma delas era a Imperatriz, eles queimaram o corpo em uma floresta em frente do Pavilhão Okhoru, e então espalharam as cinzas". Ela tinha 43 anos de idade.
O assassinato da Imperatriz coreana escandalizou as outras potências estrangeiras. Para apaziguar as crescentes críticas internacionais, o governo japonês "chamou Miura e o submeteu a uma corte em Hiroshima, enquanto o pessoal militar envolvido foi julgado em uma corte militar. Ao final, todos foram absolvidos devido à ausência de culpa ou insuficiência de evidências".
Entretanto, o assassinato promoveu o sentimento anti-japonês na Coreia com a "Ordem de Lei do Cabelo Curto" (단발령, 斷髮令), e alguns coreanos criaram o Exército da Justiça Eulmi e ativamente incetivaram protestos nacionais. Após o assassinato, o Rei Gojong e o príncipe coroado (mais tarde Imperador Sunjong) fugiram para o refúgio na legação russa em 1896. Isto levou à revogação geral da Reforma Gabo, controlada pela influência japonesa. Em outubro de 1897, o Rei Gojong retornou a Gyeongungung (atual Deoksugung). Lá, ele proclamou a criação do Império Coreano.
Na Coreia do Sul, há um interesse renovado em sua vida devido a romances recentes, novelas e musicais.